# Roman De Angelis

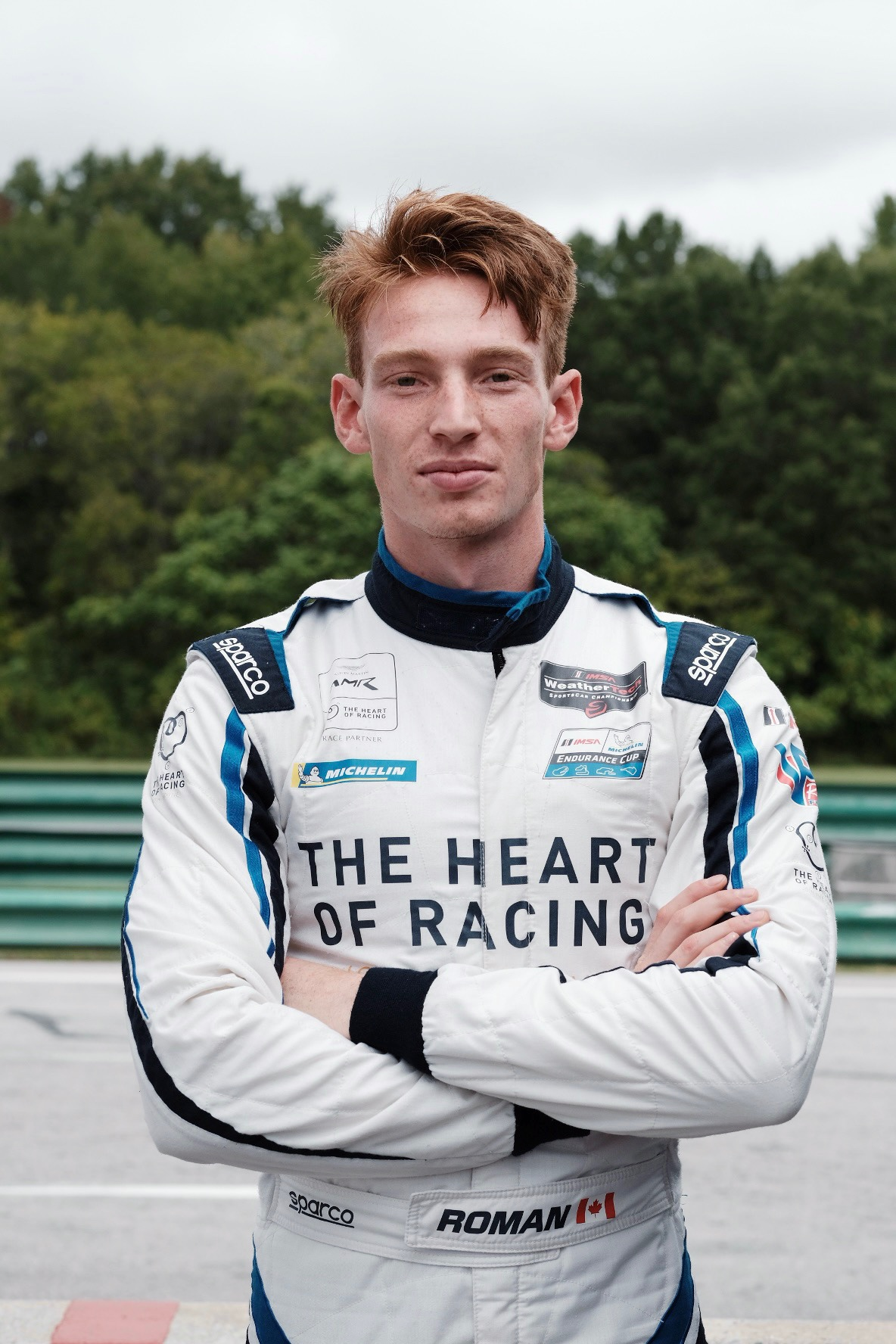
Roman De Angelis 2021

Roman Senna De Angelis (* 15. Februar 2001 in Windsor) ist ein kanadischer Autorennfahrer.

## Karriere als Rennfahrer
Roman De Angelis Karriere begann im Kartsport, als er erst neun Jahre alt war. Seinen ersten Titel gewann er als 13-Jähriger. Danach startete er in der US-amerikanischen F1600 Championship Series und wechselte 2016 in den GT-Sport. 2017 fuhr er einen Porsche 911 GT3 und nahm an der IMSA GT3 Cup Challenge Canada für Mark Motors Racing teil. In seiner ersten Saison gewann er die kanadische Meisterschaft der GT3 Cup Gold Class und war mit 16 Jahren der jüngste Fahrer, der die Meisterschaft in der Geschichte des GT3 Cup gewann.
Roman De Angelis startete in Europa bei ausgewählten Rennen des Porsche Supercup und wurde 2020 Einsatzfahrer beim von Ian James geführten Heart of Racing Team. 2022 gewann er auf einem Aston Martin Vantage AMR GT3 die GTD-Klasse der IMSA WeatherTech SportsCar Championship. Sein Debüt beim 24-Stunden-Rennen von Le Mans gab er 2024. Seit dem Beginn der Saison 2025 fährt er einen Aston Martin Valkyrie AMR-LMH in der FIA-Langstrecken-Weltmeisterschaft.

## Statistik

### Le-Mans-Ergebnisse
| Jahr | Team                   | Fahrzeug                      | Teamkollege   | Teamkollege     | Platzierung | Ausfallgrund |
| ---- | ---------------------- | ----------------------------- | ------------- | --------------- | ----------- | ------------ |
| 2024 | Algarve Pro Racing     | Oreca 07                      | Olli Caldwell | Matthias Kaiser | Rang 22     |              |
| 2025 | Aston Martin THOR Team | Aston Martin Valkyrie AMR-LMH | Alex Riberas  | Marco Sørensen  | Rang 12     |              |

### Sebring-Ergebnisse
| Jahr | Team                   | Fahrzeug                         | Teamkollege       | Teamkollege  | Platzierung | Ausfallgrund |
| ---- | ---------------------- | -------------------------------- | ----------------- | ------------ | ----------- | ------------ |
| 2020 | Heart of Racing Team   | Aston Martin Vantage GT3         | Darren Turner     | Ian James    | Rang 19     |              |
| 2021 | Heart of Racing Team   | Aston Martin Vantage GT3         | Ross Gunn         | Ian James    | Rang 20     |              |
| 2022 | Heart of Racing Team   | Aston Martin Vantage AMR GT3     | Tom Gamble        | Ian James    | Rang 41     |              |
| 2023 | Heart of Racing Team   | Aston Martin Vantage AMR GT3     | Marco Sørensen    | Ian James    | Ausfall     | Unfall       |
| 2024 | Heart of Racing Team   | Aston Martin Vantage AMR GT3 Evo | Zacharie Robichon | Ian James    | Rang 32     |              |
| 2025 | Aston Martin THOR Team | Aston Martin Valkyrie AMR-LMH    | Ross Gunn         | Alex Riberas | Rang 9      |              |

### Einzelergebnisse in der FIA-Langstrecken-Weltmeisterschaft
| Saison | Team              | Rennwagen                     | 1   | 2   | 3   | 4   | 5   | 6   | 7   | 8   |
| ------ | ----------------- | ----------------------------- | --- | --- | --- | --- | --- | --- | --- | --- |
| 2024   | Nielsen Racing    | Oreca 07                      | KAT | IMO | SPA | LEM | SAO | AUS | FUJ | BAH |
| 2024   | Nielsen Racing    | Oreca 07                      | 22  |     |     |     |     |     |     |     |
| 2025   | Aston Martin THOR | Aston Martin Valkyrie AMR-LMH | KAT | IMO | SPA | LEM | SAO | AUS | FUJ | BAH |
| 2025   | Aston Martin THOR | Aston Martin Valkyrie AMR-LMH | DNF |     |     | 12  |     |     |     |     |